# Canciones del segundo piso
Canciones del segundo piso (en sueco: Sånger från andra våningen) es una película sueca de comedia dramática negra que se estrenó en los cines de Suecia el 6 de octubre de 2000, escrita y dirigida por Roy Andersson. Presenta una serie de viñetas desconectadas que juntas interrogan aspectos de la vida moderna. Utiliza citas de la obra del poeta peruano César Vallejo como motivo recurrente.
Es la primera película de una trilogía, seguida de La comedia de la vida (2007) y Una paloma se posó en una rama a reflexionar sobre la existencia (2014).

## Trama
Un hombre está de pie en un vagón del metro, con la cara sucia de hollín. En su mano derecha lleva una bolsa de plástico con documentos, o mejor dicho, los restos carbonizados de ellos. En un pasillo un hombre se aferra desesperadamente a las piernas del jefe que acaba de despedirlo. Él grita: "¡He estado aquí durante treinta años!" En una cafetería alguien espera a su padre, quien acaba de quemar su empresa de muebles para obtener dinero del seguro. Los atascos y los corredores de bolsa que se autoflagelan llenan las calles mientras un economista, desesperado por una solución al problema del encarecimiento del trabajo, mira fijamente la bola de cristal de un vidente. Todos los hombres principales tienen objetivos, pero sus destinos cambian durante la historia.

## Elenco
- Lars Nordh como Kalle
- Stefan Larsson como Stefan
- Bengt CW Carlsson como Lennart
- Torbjörn Fahlström como Pelle Wigert
- Sten Andersson como Lasse
- Rolando Núñez como el extranjero
- Lucio Vucina como el mago
- Per Jörnelius como el hombre aserrado
- Peter Roth como Tomás
- Klas-Gösta Olsson como redactor de discursos
- Nils-Åke Eriksson como paciente
- Hanna Eriksson como Mia
- Tommy Johansson como Uffe
- Sture Olsson como Sven
- Fredrik Sjögren como el niño ruso

## Recepción
El crítico de cine J. Hoberman de The Village Voice concluyó sobre la película: "Produce más respeto que entusiasmo, la rigurosa visión personal de Andersson no sólo es distanciada sino distanciadora". Roger Ebert del Chicago Sun-Times le dio a la película cuatro estrellas de cuatro y escribió: "Puede que no la disfrutes, pero no la olvidarás". Anton Bitel, que escribe para Eye for Film, consideró que "el fuerte simbolismo abruma la narración".
En el agregador de reseñas Rotten Tomatoes, la película recibió una calificación de aprobación del 89%, basada en 35 reseñas, con una calificación promedio de 7,5/10. En Metacritic, la película recibió una puntuación de 76 sobre 100, basada en 14 críticas, lo que indica "críticas generalmente favorables".

## Premios y nominaciones
- Premio Bodil
  - Mejor película no estadounidense (Bedste ikke amerikanske film) Roy Andersson (director)[8]
- Festival de Cine de Cannes
  - Premio del Jurado (Roy Andersson)[9]
- Festival Internacional de Cine Hermanos Manaki
  - Premio del Público István Borbás[8]
- Festival Internacional de Cine de Noruega
  - Premio de la crítica cinematográfica noruega Roy Andersson[8]
- Premio Guldbagge
  - Mejor película (película Bästa) Lisa Alwert
  - Mejor dirección (Bästa regi) Roy Andersson
  - Mejor guion (Bästa manuskript) Roy Andersson
  - Mejor fotografía (Bästa foto) István Borbás y Jesper Klevenas
  - Mejor logro (Bästa prestación) Jan Alvemark[8]

- Festival de Cine de Cannes
  - Palma de Oro (nominada)[8]
- Premios del cine independiente británico
  - Mejor película extranjera independiente - Lengua extranjera (nominada)[8]